# Spisak skupova podataka za istraživanje mašinskog učenja
Ovi setovi podataka se koriste u istraživanju mašinskog učenja (ML) i citirani su u recenziranim akademskim časopisima. Skupovi podataka su sastavni deo oblasti mašinskog učenja. Veliki napredak u ovoj oblasti može biti rezultat napretka u algoritmima učenja (kao što je duboko učenje), računarskom hardveru i, manje intuitivno, dostupnosti visokokvalitetnih skupova podataka za obuku. Visokokvalitetne označene skupove podataka za obuku nadziranih i polu-nadziranih algoritama mašinskog učenja obično je teško i skupo proizvesti zbog velike količine vremena potrebnog za označavanje podataka. Iako ne moraju ubek biti označeni, visokokvalitetne skupove podataka za učenje bez nadzora takođe može biti tegobno i skupo proizvesti.
Mnoge organizacije, uključujući vlade, objavljuju i dele svoje skupove podataka. Skupovi podataka su klasifikovani, na osnovu licenci, kao otvoreni i neotvoreni podaci.
Skupovi podataka različitih vladinih tela predstavljeni su u Spisku otvorenih vladinih sajtova sa podacima. Skupovi podataka se prenose na portale otvorenih podataka. Oni su dostupni za pretraživanje, deponovanje i pristup preko interfejsa kao što je Open API. Skupovi podataka su dostupni kao različiti sortirani tipovi i podtipovi.